# Воронежский институт МВД России
Воронежский институт МВД России (ВИ МВД России) — Федеральное государственное казенное образовательное учреждение высшего образования, основанное 29 января 1979 года, осуществляющее подготовку офицерских кадров для органов внутренних дел Министерства внутренних дел Российской Федерации. Единственное высшее учебное заведение структуры МВД России в составе которого имеется радиотехнический факультет проводящий подготовку офицерских кадров не только для вневедомственной охраны, но и технических подразделений связи и защиты информации.
День годового праздника — 29 января.

## Основная история
5 апреля 1978 года Постановлением Совета Министров СССР № 651-р в городе Воронеже была создана Воронежская специальная средняя школа милиции МВД СССР для подготовки сотрудников со средним техническим образованием для вневедомственной охраны в системе Главного управления вневедомственной охраны МВД СССР. 1 октября 1979 года после подготовки к учебному процессу и окончании строительства учебного и административного здания школы, был набран первый курсантский набор в количестве сто девяносто человек. Первым начальником школы был назначен полковник П. В. Вернигоров.
Учебная структура школы включала в себя семь учебных циклов: военных, специальных, общетехнических и юридических дисциплин, специальной техники, организации службы вневедомственной охраны, физической подготовки, общественных наук и специальной техники, так же были созданы курсы повышения квалификации. С 1979 года на трёх курсах школы проходило обучение  более пятисот курсантов. 31 июля 1982 года состоялся первый выпуск ВССШМ МВД СССР и был произведён первый набор слушателей на заочное отделение. В 1983 году ВССШМ МВД СССР был вручён личный штандарт.  
15 июля 1992 года Постановлением Правительства Российской Федерации № 489 Воронежская специальная средняя школа милиции МВД СССР была переименована в Воронежскую высшую школу МВД России. 
25 января 1999 года Постановлением Правительства Российской Федерации № 153-р на базе Воронежской высшей школы МВД РФ был создан Воронежский институт МВД РФ. Структура института включает в себя пять факультетов и двадцати кафедр по различным спецдисциплинам. На 2002 год в институте работало 117 кандидатов и 17 докторов наук. Считается единственным в России учебным заведением по подготовке специалистов вневедомственной охраны, подразделений по профилактике преступлений среди несовершеннолетних и борьбе с преступлениями в сфере высоких технологий.

## Структура

### Факультеты
- Радиотехнический факультет
- Юридический факультет
- Факультет профессиональной подготовки
- Факультет переподготовки и повышения квалификации
- Факультет заочного обучения

### Кафедры
- Кафедра криминалистики
- Кафедра огневой подготовки
- Кафедра оперативно-розыскной деятельности
- Кафедра радиотехники и электроники
- Кафедра социально-гуманитарных дисциплин
- Кафедра тактико-специальной подготовки
- Кафедра теории и истории государства и права
- Кафедра уголовного права и криминологии
- Кафедра уголовного процесса
- Кафедра физической подготовки
- Кафедра автоматизированных информационных систем органов внутренних дел
- Кафедра административной деятельности органов внутренних дел
- Кафедра административного права
- Кафедра радиотехнических систем и комплексов охранного мониторинга
- Кафедра математики и моделирования систем
- Кафедра гражданско-правовых и экономических дисциплин
- Кафедра иностранных языков
- Кафедра инфо-коммуникационных систем и технологий
- Кафедра информационной безопасности
- Кафедра физики

## Руководители
- 1979—1987 — полковник милиции П. В. Вернигоров
- 1987—1998 — генерал-майор милиции А. Я. Мазуренко
- 1998—1999 — генерал-майор милицииВ. Ф. Воробьёв
- 1999—2006 — генерал-майор милиции А. В. Заряев
- 2006—2014 — генерал-майор полиции А. В. Симоненко
- с 2014 — генерал-майор полиции А. П. Нахимов